# Schleuse Marbach
Die Schleuse Marbach ist eine Doppelschleuse am Neckarkanal Marbach. Sie ist Teil einer Neckarstaustufe zu der auch das Stauwehr Marbach sowie ein Wasserkraftwerk gehören. Diese befinden sich aber getrennt von der Schleuse am Altarm des Neckars. Für den internen Betriebsverkehr gibt es eine Brücke am Unterbau der Schleuse.

## Lage
Die Schleuse Marbach befindet sich bei Flusskilometer 157,63 und ist vom Rhein aus gesehen die 18. Anlage. Die Schleusenanlage sowie die Wohnhäuser der Schleusenpersonals befinden sich dabei nicht in Marbach am Neckar, sondern auf der Gemarkung der Gemeinde Benningen am Neckar.